# Fabbrica d'armi di Mongiana

Pianta della fabbrica d'armi di Mongiana

Fabbrica d'armi nel 1979 prima del restauro

La Fabbrica d'armi di Mongiana è stata un'armeria del Regno delle Due Sicilie costruita nel 1852. Il progetto s'inseriva nel Polo siderurgico di Mongiana nato nella seconda metà del settecento e sostituì la Fabbrica di canne da fucile costruita durante il periodo di governo francese della Calabria. Fu progettata dall'ingegnere e architetto Domenico Fortunato Savino..

## Descrizione

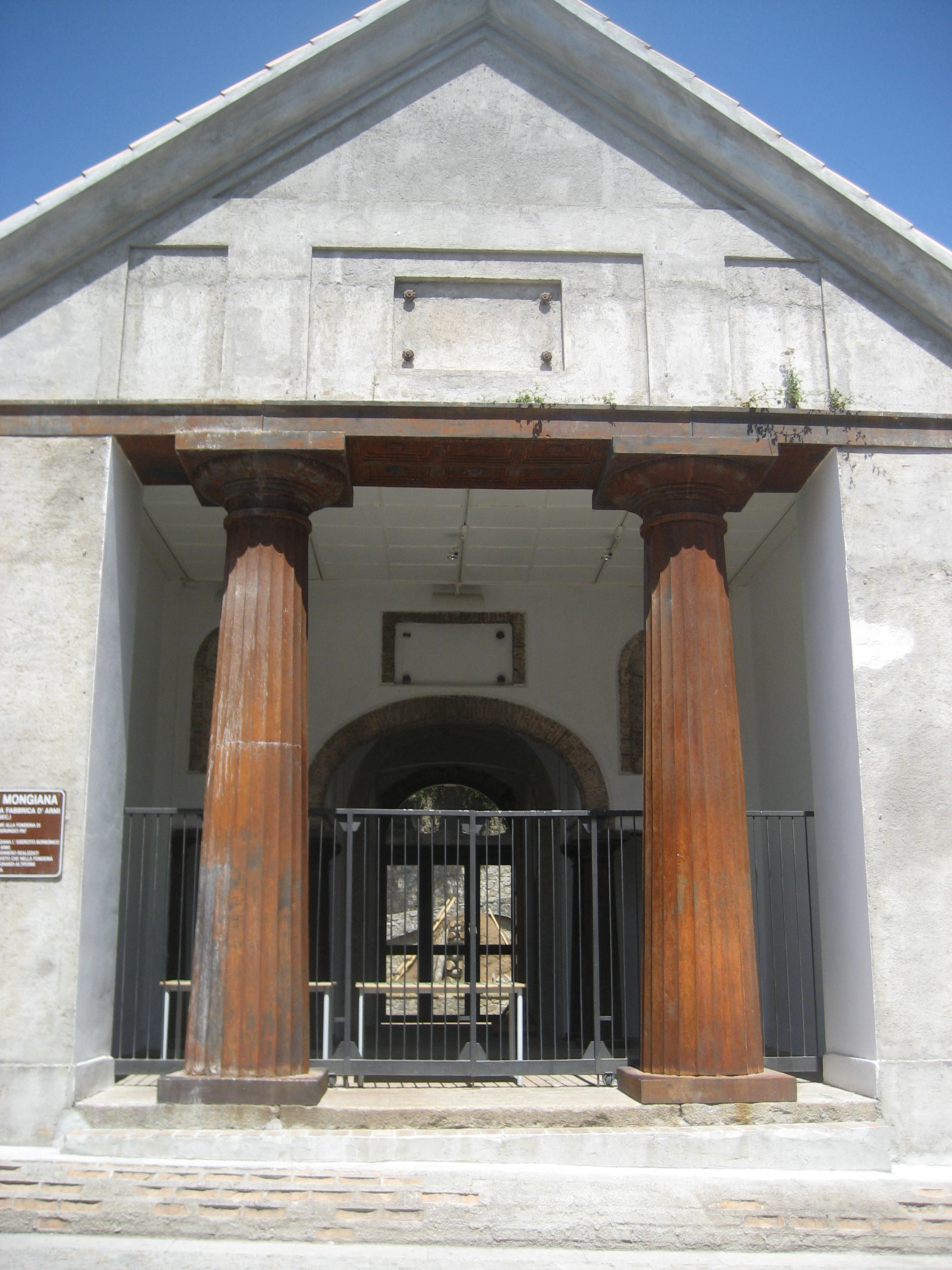
Colonne doriche in ghisa all'ingresso

Il corpo principale della fabbrica è di impostazione classica, con la trabeazione interamente in ghisa, composta da due colonne di ordine dorico, alte ben 4.80 metri, e dall'architrave istoriato, volute dall'ingegnere Savino come elemento di distinzione, di particolarizzazione e di forza. Nell’atrio di ingresso due colonne e quattro semicolonne, sempre in ghisa, alte la metà di quelle esterne, compongono una serliana “spaziale”. La Fabbrica d’armi costituisce una delle prime testimonianze dell’uso in Italia della ghisa in edilizia.

## Produzione
Quando la fabbrica entrò in produzione forniva annualmente all'esercito borbonico 2000-3000 armi, arrivando fino a 7000-8000 nei periodi di pieno regime. Produceva fucili, pistole e spade.
Fu progettato anche un nuovo tipo di fucile a molla indietro, denominato difatti Mongiana che sostituì il vecchio modello francese 1842.
Ignorata e penalizzata dopo l'Unità d'Italia, continuò la sua attività fino alla metà degli anni 1860; successivamente fu declassata ad Officina trasformazioni e infine chiusa.

## Oggi
Oggi la fabbrica è un luogo da visitare, facente parte dell'Ecomuseo delle Ferriere e Fonderie di Calabria. Riscoperta alla fine degli anni ’70 in stato di completo degrado, è stata oggetto di un lungo e accurato processo di recupero e nell'ottobre del 2013 è stato ultimato il restauro architettonico con l’allestimento del Museo delle Reali Ferriere Borboniche. Il progetto di restauro dell’ex fabbrica e di allestimento del Museo è stato curato dalla RA Consulting srl.